# Leptoiulus hastatus
Leptoiulus hastatus är en mångfotingart som beskrevs av Hans Lohmander. Leptoiulus hastatus ingår i släktet Leptoiulus och familjen kejsardubbelfotingar. Inga underarter finns listade i Catalogue of Life.